# Peștera
Peştera (/'peʃ.te.ra/, có nghĩa "hang động" trong tiếng România) là một xã ở hạt Constanţa, România. Đô thị này gồm 5 làng:
- Peştera
- Ivrinezu Mare
- Ivrinezu Mic
- Izvoru Mare
- Veteranu (tên lịch sử: Idris-Kuius, tiếng Thổ Nhĩ Kỳ: İdriskuyusu)